# Rio Grande Nature Center State Park
Der Rio Grande Nature Center State Park ist ein State Park am Nordrand der Stadt Albuquerque im Bernalillo County im US-Bundesstaat New Mexico. Die Interstate 40 verläuft im Süden. Der Park wird im Westen vom Rio Grande begrenzt und liegt auf einer Höhe von ca. 1500 Metern.

## Geschichte
Ende der 1960er Jahre wurden Überlegungen angestellt, ein ökologisches Freizeit- und Erholungsgebiet am Rio Grande einzurichten. 1976 kaufte die Stadt Albuquerque ein ca. 70 Hektar großes Gelände. Zwischen 1978 und 1982 gestaltete der Architekt Antoine Predock dort ein Naturreservat. Auf diesem Areal wurde ein 15 Hektar großer Besucherbereich eröffnet.

## Parkgelände
Der State Park ist ein Ökosystem am Fluss Rio Grande mit ausgedehnten Wald- und Sandflächen, Auen, Feuchtgebieten sowie landwirtschaftlich genutzten Flächen. Fauna und Flora sind sehr vielseitig. In den Herbst- und Wintermonaten wird das Gebiet von großen Zugvogelpopulationen besucht und eignet sich deshalb hervorragend für Vogelbeobachtungen. Es wurden über 300 Vogelarten festgestellt. Im Parkgelände gibt es vielfältige Wandermöglichkeiten, die individuell oder im Rahmen von Führungen unternommen werden können. Übernachtungen oder Camping im Park sind nicht gestattet.

## Informationszentrum
Das Informationszentrum soll die Besucher auf die Bedeutung des Natur- und Landschaftsschutzes hinweisen. Im Eingangsbereich sind ca. 2,5 Meter lange, mit Wasser gefüllte senkrechte Rohre angebracht. Licht schimmert durch diese Röhren von Oberlichtern, um einen Unterwassereffekt zu erzeugen. Sie sollen damit physisch und symbolisch ein Unterwasserbild der im Park befindlichen Sümpfe und Teiche vermitteln. Im weiteren Verlauf werden umfangreiche Informationen zur Fauna und Flora des Gebietes sowie zum Natur- und Artenschutz vermittelt.

## Galerie
Nachfolgende Bildreihe zeigt einige Vogelarten aus dem State Park:

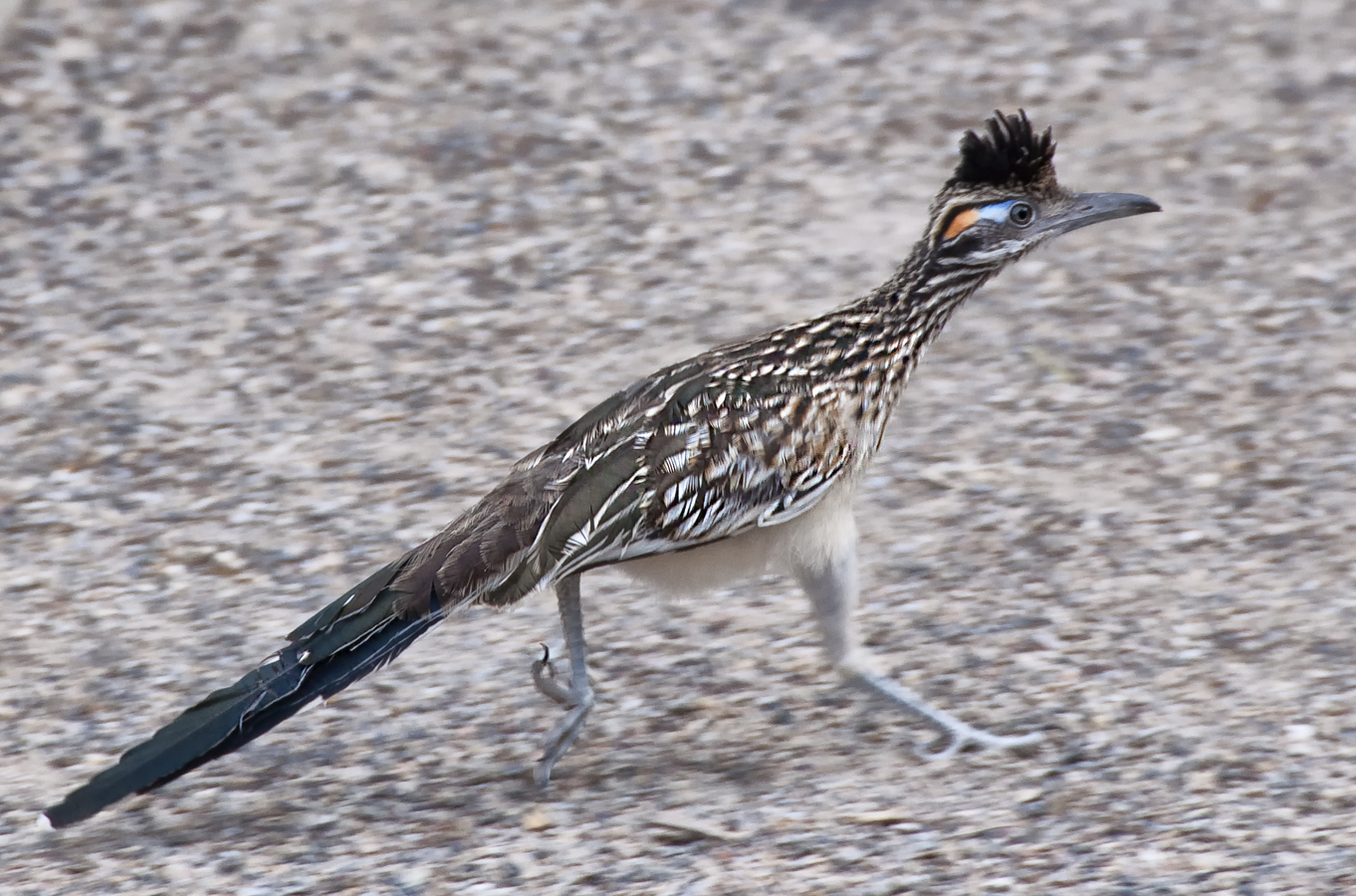
Großer Rennkuckuck
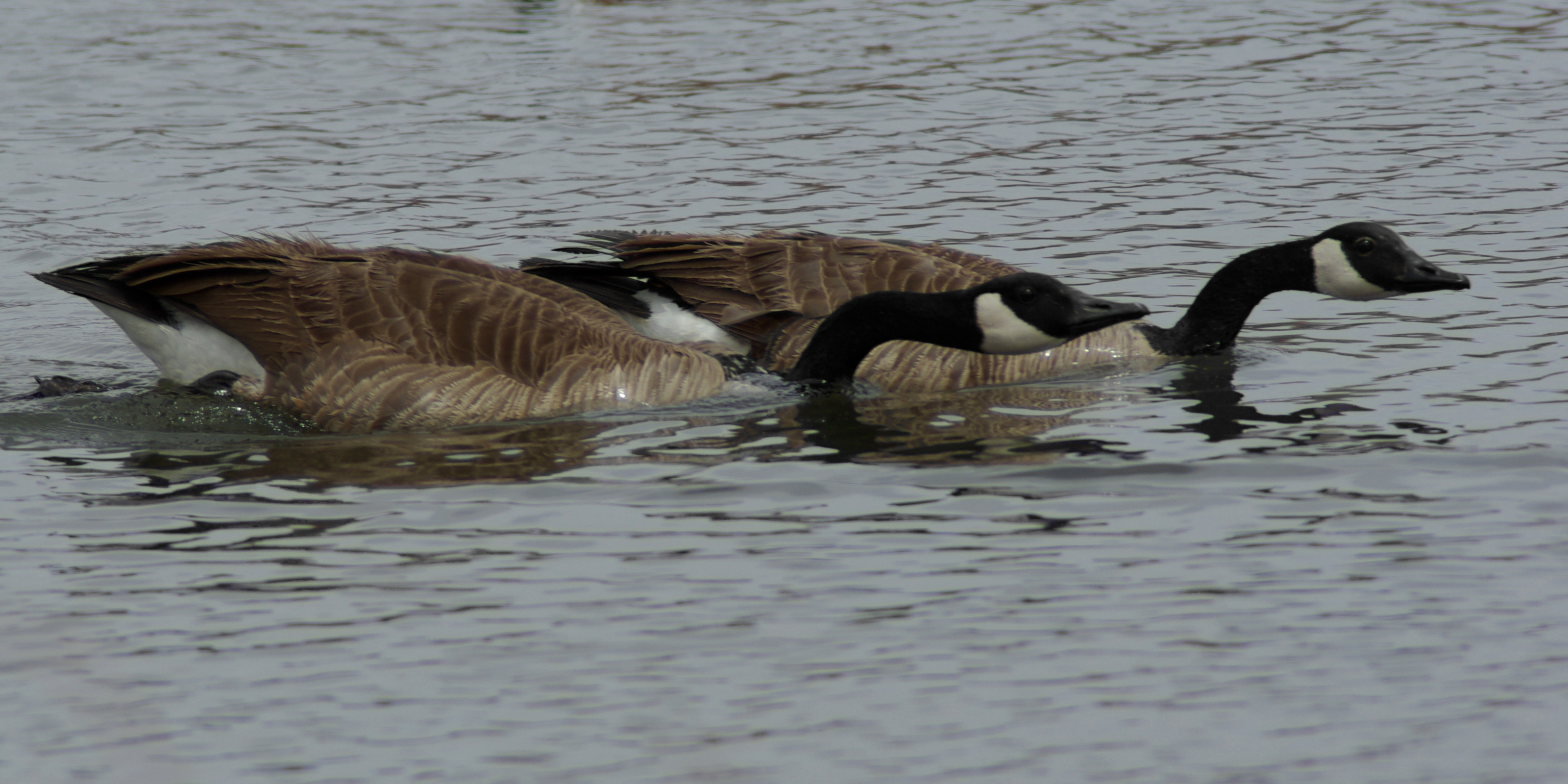
Kanadagänse
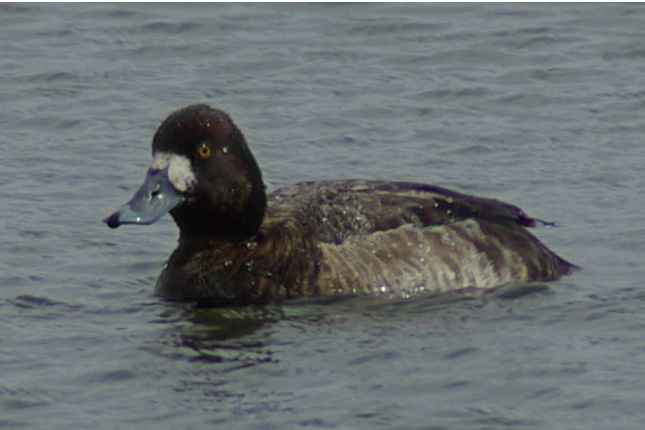
Kanadabergente